# 榛原郡
- 令制国一覧 > 東海道 > 遠江国 > 榛原郡
- 日本 > 中部地方 > 静岡県 > 榛原郡

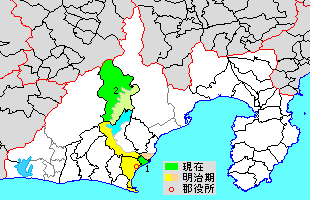
静岡県榛原郡の範囲（1.吉田町 2.川根本町 水色・薄緑：後に他郡から編入した区域 薄黄：後に他郡に編入された区域）

榛原郡（はいばらぐん、はいばらのこおり）は、静岡県（遠江国）の郡。
人口33,621人、面積517.61km²、人口密度65人/km²。（2025年3月1日、推計人口）
以下の2町を含む。
- 吉田町（よしだちょう）
- 川根本町（かわねほんちょう）

## 郡域
1879年（明治12年）に行政区画として発足した当時の郡域は、現在の行政区画では概ね以下の区域にあたる。
- 牧之原市、吉田町の全域
- 島田市の一部（神谷城の一部を除く大井川以西）
- 御前崎市の一部（白羽、御前崎）
- 川根本町の一部（大井川以西）

## 歴史

### 近代以降の沿革
- 「旧高旧領取調帳」に記載されている明治初年時点での支配は以下の通り。●は村内に寺社領が、○は寺社等の除地（領主から年貢免除の特権を与えられた土地）が存在。（4町1宿136村）

| 知行         | 知行                   | 村数         | 村名 |
| ------------ | ---------------------- | ------------ | --- |
| 幕府領       | 幕府領                 | 1町 1宿 29村 | ○源助村、●上泉村、相川村、●西島村、●中島村、●飯淵村、●飯淵新田村、高新田村、●上小杉村、●○下小杉村、●上新田村、●○金谷宿、●○金谷河原町、北河原新田、○大日村、八幡島新田、○大代村、○高熊村、四ノ宮青池新田、○水川村、●○藤川村、○崎平村、○千頭村、犬間村、○奥泉村、○抜里村、○久野脇村、○下長尾村、●○上長尾村、○葛籠村、●○家山村 |
| 幕府領       | 旗本領                 | 13村         | 善左衛門新田、●○下湯日村、○初倉村、○沼伏村、●白羽村、●堀野新田村、●藤守村、横岡新田、○三栗村、●上庄内門原村、○伏方村、○三亀ヶ谷村、○上庄内村 |
| 幕府領       | 幕府領・旗本領         | 3村          | ○谷口村、大柳新田、●○川尻村 |
| 藩領         | 遠江掛川藩             | 1町 23村     | ●下江富村、●○宗高村、上河原新田、○高島村、石神村、東深谷村、○牧野原村、上菊川村、●下菊川村、●○島村、○牛尾村、○番生寺村、○竹下村、志戸呂村、神尾村、○福用村、○前玉村、○植松村、○柏原村、川崎町村、柏原町、永代伏方村、永代切山分、○橋柄村                                                                                    |
| 藩領         | 遠江相良藩             | 2町 24村     | ○堀切村、○大磯村、○法京村、○坂井村、●平田村、●相良町、○福岡町、●波津村、●須々木村、鬼女新田、○落居村、●○新庄村、●笠名村、●○徳村、●○園村、●東中村、●西中村、●○菅ヶ谷村、●西山寺村、松本村、●女神村、●大寄村、和田村、●蛭ヶ谷村、●黒子村、●男神村                                                                             |
| 藩領         | 伊勢長島藩             | 16村         | ○色尾村、○青柳村、与五郎新田、●○下吉田村、○九郎左衛門新田、住吉新田、●○青池村、拾石島新田、○柿ヶ谷村、源十新田、永代村、○神之郷村、永代七郎左衛門分、○中里村、●○東萩間村、●西萩間村 |
| 藩領         | 丹波篠山藩             | 8村          | ○南原村、○四之宮村、●○道上四ノ宮村、●道場村、○下庄内村、上庄内下村、○朝生村、●○中西村 |
| 藩領         | 三河挙母藩             | 5村          | ○外久保村（外窪村）、仁田村、法士村、大沼村、○大ヶ谷村 |
| 藩領         | 三河西尾藩             | 1村          | ●○白井村 |
| 藩領         | 掛川藩・長島藩         | 1村          | ○中里村 |
| 藩領         | 相良藩・長島藩         | 1村          | ●海老江村 |
| 藩領         | 相良藩・篠山藩         | 1村          | ●○堀之内村 |
| 藩領         | 西尾藩・長島藩         | 1村          | ●上吉田村 |
| 幕府領・藩領 | 幕府領・挙母藩・篠山藩 | 1村          | ●○中村 |
| 幕府領・藩領 | 幕府領・掛川藩         | 1村          | ○切山村 |
| 幕府領・藩領 | 幕府領・長島藩         | 1村          | ●○地頭方村 |
| 幕府領・藩領 | 幕府領・旗本領・掛川藩 | 1村          | ●○吉永村 |
| 幕府領・藩領 | 旗本領・掛川藩         | 4村          | ○横岡村、○星久保村、○上湯日村、●○岡田村 |
| 幕府領・藩領 | 旗本領・挙母藩         | 1村          | 井口村 |
| その他       | 寺社領                 | 1村          | 高尾村 |

- 1868年（慶応4年）

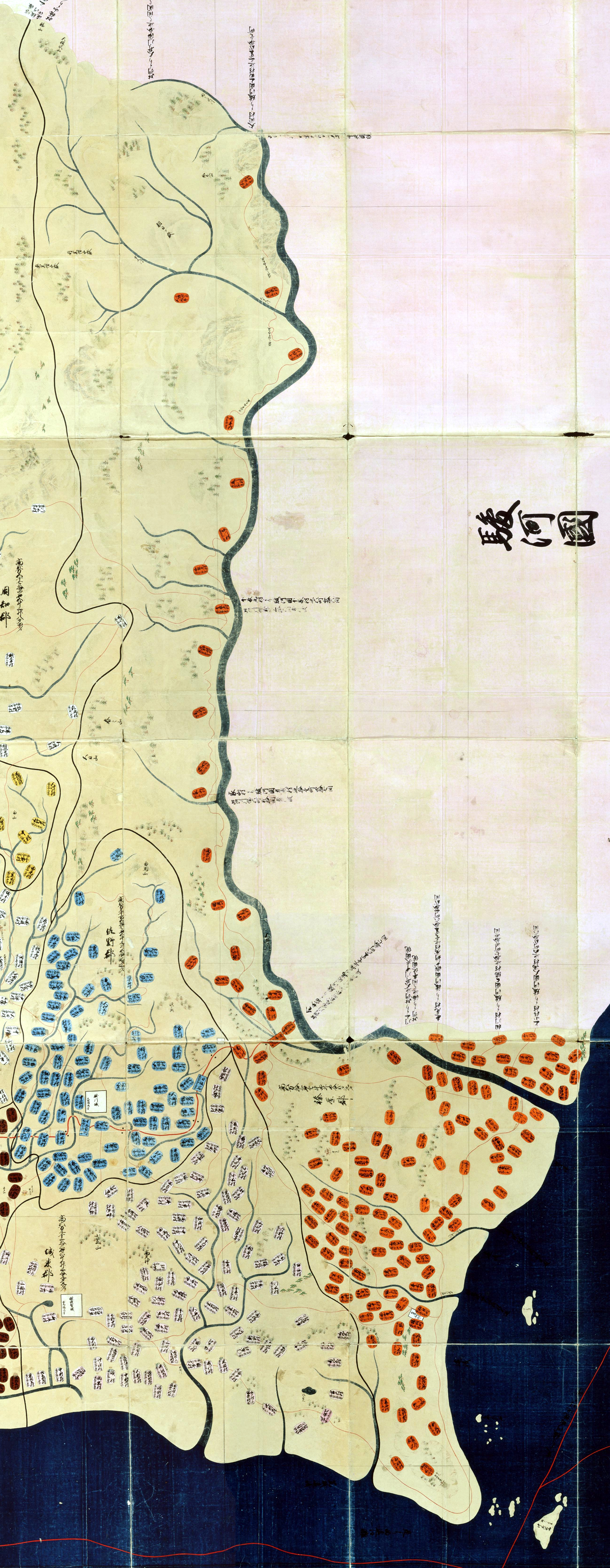
「遠江國」（『天保國繪圖』天保9年）。榛原郡は橙色、隣接する城東郡は薄桃色、佐野郡は水色、山名郡は紫色、周智郡は白色、豊田郡は黄色で示されている。原図では東が上になっているが、90度右回転させて北を上にして表示している

  - 5月24日 - 徳川宗家が駿河府中藩に転封。それにともない遠江・駿河・伊豆国内で領地替えが行われ、挙母藩領が美作国勝北郡、西尾藩領が安房国平郡、長島藩領が上総国周淮郡、篠山藩領が丹波国天田郡・何鹿郡・桑田郡・船井郡および但馬国朝来郡に転封、幕府領・旗本領が消滅。
  - 9月5日 - 相良藩が上総小久保藩に転封。
- 1868年（明治元年）
  - 11月7日 – 掛川藩が上総柴山藩に転封。
  - 以上の変更により、全域が府中藩の管轄となる。
- 明治初年 - 四ノ宮新田が起立。府中藩領。（4町1宿137村）
- 1869年（明治2年）8月7日 - 府中藩が静岡藩に改称。
- 1871年（明治4年）
  - 7月14日 - 廃藩置県により静岡県の管轄となる。
  - 11月15日 - 第1次府県統合により浜松県の管轄となる。
- 1874年（明治7年）（4町1宿129村）
  - 上菊川村・下菊川村・牧野原村が合併して菊川村となる[10]。
  - 御請新田が源助村に合併[10]。
  - 12月 - 東深谷村・石神村が合併して神谷村となる[11]。
  - 12月 - 谷口村・初倉村・色尾村・沼伏村が合併して坂本村となる[11]。
  - 12月 - 岡田村・南原村・井口村が合併して船木村となる[11]。
- 1875年（明治8年）（4町1宿129村）
  - 地頭方村より御前崎村が分立[12]。
  - 4月 - 北河原新田・上河原新田が合併して中河村となる[13]。
- 1876年（明治9年）8月21日 - 第2次府県統合により静岡県の管轄となる。
- 1876年（明治9年）7月から12月までの間に、以下の村が発足[14]。（4町1宿81村）
  - 大日村・八幡島新田が合併して大幡村となる。
  - 平田村・東中村・海老江村が合併して大江村となる。
  - 柿ヶ谷村・法士村・大沼村・大ヶ谷村が合併して勝間村となる。
  - 上庄内門原村・伏方村・上庄内村・永代伏方村が合併して勝田村となる。
  - 青柳村・与五郎新田が合併して神戸村となる。
  - 西萩間村・東萩間村が合併して萩間村となる。
  - 大寄村・女神村・松元村・西山寺村が合併して永里村となる。
  - 堀切村・大磯村・法京村・坂井村が合併して片浜村となる。
  - 徳村・園村が合併して大沢村となる。
  - 植松村・柏原村・川崎町村・柏原町・勝十新田が合併して静波町となる。
  - 橋柄村・永代村・下庄内村・上庄内下村が合併して勝俣村となる。
  - 神之郷村・星久保村・高尾村が合併して坂口村となる。
  - 三亀ヶ谷村・中里村・前玉村・中里村・外久保村が合併して坂部村となる。
  - 下湯日村・上湯日村が合併して湯日村となる。
  - 四ノ宮青池新田・青池村・拾石島新田・四ノ宮新田・四之宮村・道上四ノ宮村・堀之内村が合併して細江村となる。
  - 下吉田村・住吉新田が合併して吉田村となる。
  - 九郎左衛門新田・上吉田村が合併して片岡村となる。
  - 三栗村・永代七郎左衛門村・朝生村が合併して静谷村となる。
  - 高島村が川尻村に、永代切山分が切山村に、西中村が菅ヶ谷村に合併。
  - 善左衛門新田が上泉村に、利右衛門分・高新田村が吉永村に、飯淵新田村が飯淵村に合併[15]。
- 1878年（明治11年）（4町1宿85村）
  - 永里村が大寄村・女神村・松元村・西山寺村に分村。
  - 萩間村が西萩間村・東萩間村に分村。
- 1879年（明治12年）（4町1宿72村）
  - 2月27日 - 大井川左岸の13村（宗高村、上小杉村、下小杉村、藤守村、相川村、下江富村、上新田村、上泉村、西島村、吉永村、中島村、飯淵村、源助村）の所属郡を志太郡に変更[16]。
  - 上泉村より善左衛門村が分立[17]。
  - 吉永村が吉永村・利右衛門村・高新田村に分村[18]。
  - 3月12日 - 郡区町村編制法の静岡県での施行により行政区画としての榛原郡が発足。榛原郡役所を静波町に設置。
  - 12月8日 - 榛原郡役所金谷臨時出張所を金谷宿に設置[19][20]。
- 1881年（明治14年）12月 - 榛原郡役所金谷臨時出張所を廃止[20]。
- 1887年（明治20年）4月18日 - 神谷村と城東郡西深谷村が合併して榛原郡神谷城村となる[19]。（4町1宿72村）

### 町村制以降の沿革

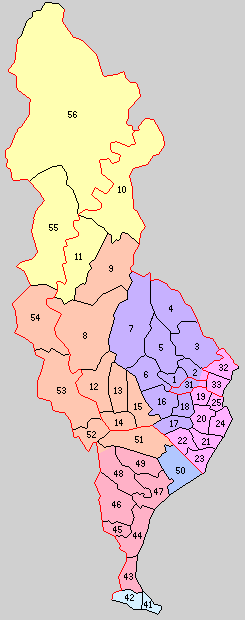
41.御前崎村 42.白羽村 43.地頭方村 44.相良町 45.菅山村 46.萩間村 47.川崎町 48.勝間田村 49.坂部村 50.吉田村 51.初倉村 52.金谷町 53.五和村 54.下川根村 55.中川根村 56.上川根村（橙：島田市 赤：牧之原市 黄：川根本町 水色：御前崎市 青：合併なし 1 - 25は志太郡 31 - 33は益津郡 → 志太郡）

- 1889年（明治22年）4月1日 - 町村制の施行により、以下の町村が発足。（3町13村）
  - 御前崎村、白羽村（それぞれ単独村制。現・御前崎市）
  - 地頭方村 ← 地頭方村、落居村、新庄村、堀野新田村、笠名村（現・牧之原市）
  - 相良町 ← 相良町、福岡町、波津村、須々木村、大江村、片浜村、大沢村、鬼女新田村（現・牧之原市）
  - 菅山村 ← 西山寺村、松本村、菅ヶ谷村（現・牧之原市）
  - 萩間村 ← 中西村、東萩間村、西萩間村、和田村、大寄村、女神村、男神村、黒子村、蛭ヶ谷村、白井村、牧ノ原［一部］（現・牧之原市）
  - 川崎町 ← 静波町、勝俣村、道場村、仁田村、細江村（現・牧之原市）
  - 勝間田村 ← 勝間村、静谷村、勝田村、切山村、中村、牧ノ原［一部］（現・牧之原市）
  - 坂部村 ← 坂部村、坂口村（現・牧之原市）
  - 吉田村 ← 吉田村、片岡村、大幡村、川尻村、神戸村、牧ノ原［一部］（現・吉田町）
  - 初倉村 ← 坂本村、大柳新田、船木村、中河村、湯日村、牧ノ原［一部］（現・島田市）
  - 金谷町 ← 金谷宿、牧ノ原、金谷河原町、菊川村、神谷城村（現・島田市）
  - 五和村 ← 竹下村、島村、志戸呂村、番生寺村、大代村、牛尾村、横岡村、横岡新田、福用村、高熊村、神尾村、牧ノ原［一部］（現・島田市）
  - 下川根村 ← 家山村、抜里村、葛籠村（現・島田市）
  - 中川根村 ← 上長尾村、下長尾村、久野脇村、水川村、藤川村（現・川根本町）
  - 上川根村 ← 千頭村、崎平村、奥泉村、犬間村（現・川根本町）
- 1896年（明治29年）9月1日 - 郡制を施行。
- 1923年（大正12年）4月1日 - 郡会が廃止。榛原郡役所は存続。
- 1926年（大正15年）7月1日 - 榛原郡役所が廃止。以降は地域区分名称となる。
- 1949年（昭和24年）7月1日 - 吉田村が町制施行して吉田町となる。（4町12村）
- 1951年（昭和26年）4月1日 - 菅山村が相良町に編入。（4町11村）
- 1955年（昭和30年）
  - 1月1日 - 下川根村が志太郡伊久身村の一部（笹間渡および身成の一部）を編入。
  - 2月26日 - 下川根村が志太郡笹間村を編入。
  - 3月28日 - 川崎町・勝間田村・坂部村が合併して榛原町が発足。（4町9村）
  - 3月31日 - 御前崎村・白羽村が合併して御前崎町が発足。（5町7村）
  - 4月1日（6町4村）
    - 相良町・地頭方村・萩間村が合併して相良町が発足。
    - 下川根村が一部（笹間下の一部）を島田市に編入のうえ、町制施行・改称して川根町となる。

  - 11月1日 - 相良町の一部（白井の一部）が榛原町に編入。
- 1956年（昭和31年）
  - 9月30日（7町3村）
    - 上川根村が志太郡東川根村と合併して本川根町が発足。
    - 中川根村が志太郡徳山村を編入。

  - 11月1日 - 榛原町の一部（切山・牧ノ原の一部）が金谷町に編入。
- 1957年（昭和32年）
  - 4月1日 - 初倉村の一部（湯日・牧ノ原の一部）が金谷町に編入。
  - 10月1日 - 金谷町・五和村が合併し、改めて金谷町が発足。（7町2村）
- 1961年（昭和36年）6月1日 - 初倉村が島田市に編入。（7町1村）
- 1962年（昭和37年）4月1日 - 中川根村が町制施行して中川根町となる。（8町）
- 2004年（平成16年）4月1日 - 御前崎町が小笠郡浜岡町と合併して御前崎市が発足し、郡より離脱。（7町）
- 2005年（平成17年）
  - 5月5日 - 金谷町が島田市と合併し、改めて島田市が発足、郡より離脱。（6町）
  - 9月20日 - 中川根町・本川根町が合併して川根本町が発足。（5町）
  - 10月11日 - 榛原町・相良町が合併して牧之原市が発足し、郡より離脱。（3町）
- 2008年（平成20年）4月1日 - 川根町が島田市に編入され、郡より離脱。（2町）

### 変遷表
|  | 明治22年4月1日        | 明治22年 - 昭和29年         | 昭和30年 - 昭和64年            | 昭和30年 - 昭和64年            | 昭和30年 - 昭和64年    | 平成1年 - 現在                | 現在     |
|  | --------------------- | --------------------------- | ------------------------------ | ------------------------------ | ---------------------- | ----------------------------- | -------- |
|  | 相良町                | 相良町                      | 昭和30年4月1日 相良町          | 相良町                         | 相良町                 | 平成17年10月11日 牧之原市     | 牧之原市 |
|  | 菅山村                | 昭和26年4月1日 相良町に編入 | 昭和30年4月1日 相良町          | 相良町                         | 相良町                 | 平成17年10月11日 牧之原市     | 牧之原市 |
|  | 地頭方村              | 地頭方村                    | 昭和30年4月1日 相良町          | 相良町                         | 相良町                 | 平成17年10月11日 牧之原市     | 牧之原市 |
|  | 萩間村                | 萩間村                      | 昭和30年4月1日 相良町          | 相良町                         | 相良町                 | 平成17年10月11日 牧之原市     | 牧之原市 |
|  | 萩間村                | 萩間村                      | 昭和30年4月1日 相良町          | 昭和30年11月1日 榛原町に編入   | 榛原町                 | 平成17年10月11日 牧之原市     | 牧之原市 |
|  | 川崎町                | 川崎町                      | 昭和30年3月28日 榛原町         | 榛原町                         | 榛原町                 | 平成17年10月11日 牧之原市     | 牧之原市 |
|  | 坂部村                | 坂部村                      | 昭和30年3月28日 榛原町         | 榛原町                         | 榛原町                 | 平成17年10月11日 牧之原市     | 牧之原市 |
|  | 勝間田村              | 勝間田村                    | 昭和30年3月28日 榛原町         | 榛原町                         | 榛原町                 | 平成17年10月11日 牧之原市     | 牧之原市 |
|  | 勝間田村              | 勝間田村                    | 昭和30年3月28日 榛原町         | 昭和31年11月1日 金谷町に編入   | 昭和32年10月1日 金谷町 | 平成17年5月5日 島田市の一部   | 島田市   |
|  | 金谷町                | 金谷町                      | 金谷町                         | 金谷町                         | 昭和32年10月1日 金谷町 | 平成17年5月5日 島田市の一部   | 島田市   |
|  | 五和村                | 五和村                      | 五和村                         | 五和村                         | 昭和32年10月1日 金谷町 | 平成17年5月5日 島田市の一部   | 島田市   |
|  | 初倉村                | 初倉村                      | 初倉村                         | 昭和36年6月1日 島田市に編入    | 島田市                 | 平成17年5月5日 島田市の一部   | 島田市   |
|  | 下川根村              | 下川根村                    | 下川根村                       | 昭和30年4月1日 町制改称 川根町 | 川根町                 | 平成20年4月1日 島田市に編入   | 島田市   |
|  | 志太郡 伊久身村の一部 | 志太郡 伊久身村の一部       | 昭和30年1月1日 下川根村に編入  | 昭和30年4月1日 町制改称 川根町 | 川根町                 | 平成20年4月1日 島田市に編入   | 島田市   |
|  | 志太郡 笹間村         | 志太郡 笹間村               | 昭和30年2月26日 下川根村に編入 | 昭和30年4月1日 町制改称 川根町 | 川根町                 | 平成20年4月1日 島田市に編入   | 島田市   |
|  | 中川根村              | 中川根村                    | 中川根村                       | 昭和37年4月1日 町制            | 中川根町               | 平成17年9月20日 川根本町      | 川根本町 |
|  | 志太郡 徳山村         | 志太郡 徳山村               | 昭和31年9月30日 中川根村に編入 | 昭和37年4月1日 町制            | 中川根町               | 平成17年9月20日 川根本町      | 川根本町 |
|  | 上川根村              | 上川根村                    | 昭和31年9月30日 本川根町       | 本川根町                       | 本川根町               | 平成17年9月20日 川根本町      | 川根本町 |
|  | 志太郡 東川根村       | 志太郡 東川根村             | 昭和31年9月30日 本川根町       | 本川根町                       | 本川根町               | 平成17年9月20日 川根本町      | 川根本町 |
|  | 吉田村                | 昭和24年7月1日 町制         | 吉田町                         | 吉田町                         | 吉田町                 | 吉田町                        | 吉田町   |
|  | 御前崎村              | 御前崎村                    | 昭和30年3月31日 御前崎町       | 御前崎町                       | 御前崎町               | 平成16年4月1日 御前崎市の一部 | 御前崎市 |
|  | 白羽村                | 白羽村                      | 昭和30年3月31日 御前崎町       | 御前崎町                       | 御前崎町               | 平成16年4月1日 御前崎市の一部 | 御前崎市 |

## 行政
歴代郡長
| 代 | 氏名 | 就任年月日                | 退任年月日                | 備考                   |
| -- | ---- | ------------------------- | ------------------------- | ---------------------- |
| 1  |      | 明治12年（1879年）3月12日 |                           |                        |
|    |      |                           | 大正15年（1926年）6月30日 | 郡役所廃止により、廃官 |